# Spominski znak Pekre
Spominski znak Pekre je spominski znak Slovenske vojske, ki je namenjen pripadnikom takratne TO RS, ki so bili obkoljeni v učnem centru Pekre leta 1991.

## Opis
Znak je v obliki ščita z vijoličastvo osnovo. Na sredini znaka je črno-zlati stiliziran armbrust, na zgornjem delu je napis z zlatimi črkami PEKRE, na spodnjem pa datum 23.V., spodaj pa letnica 1991.

## Nadomestne oznake
Oznaka je modre barve. Na sredini je zlat lipov list, ki ga križa puška.

## Nosilci
- seznam nosilcev spominskega znaka Pekre